# Louredo (Amarante)
Louredo é uma povoação portuguesa sede da Freguesia de Louredo do Município de Amarante, freguesia com 3,6 km² de área e 630 habitantes (censo de 2021), tendo, por isso, uma densidade populacional de 175 hab./km².

## Demografia
A população registada nos censos foi:
| Distribuição da População por Grupos Etários | Distribuição da População por Grupos Etários | Distribuição da População por Grupos Etários | Distribuição da População por Grupos Etários | Distribuição da População por Grupos Etários |
| -------------------------------------------- | -------------------------------------------- | -------------------------------------------- | -------------------------------------------- | -------------------------------------------- |
| Ano                                          | 0-14 Anos                                    | 15-24 Anos                                   | 25-64 Anos                                   | > 65 Anos                                    |
| 2001                                         | 138                                          | 116                                          | 330                                          | 71                                           |
| 2011                                         | 106                                          | 96                                           | 343                                          | 93                                           |
| 2021                                         | 82                                           | 64                                           | 372                                          | 112                                          |

## Galeria de imagens

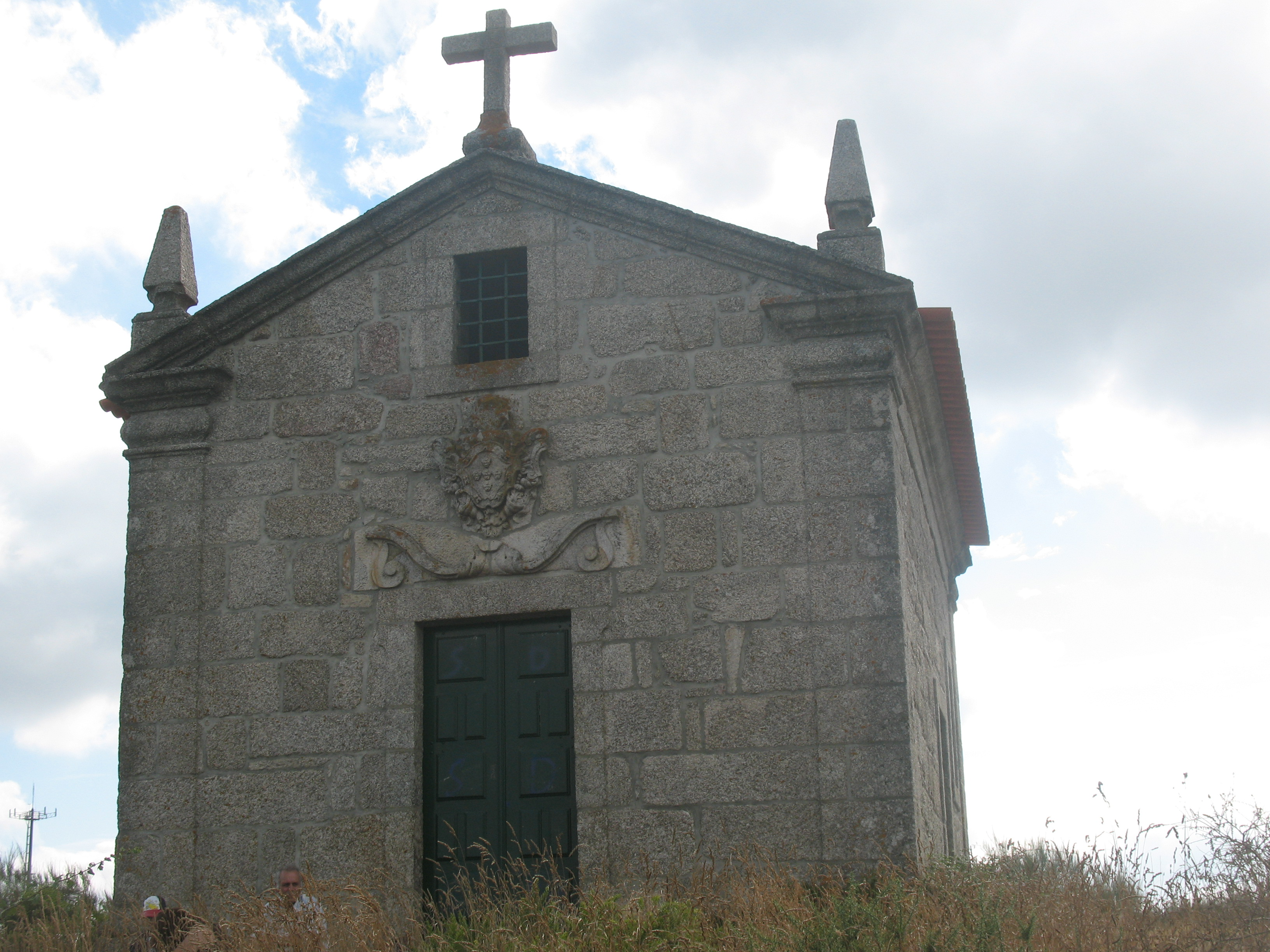
Amarante Louredo Capela de Santa Cruz

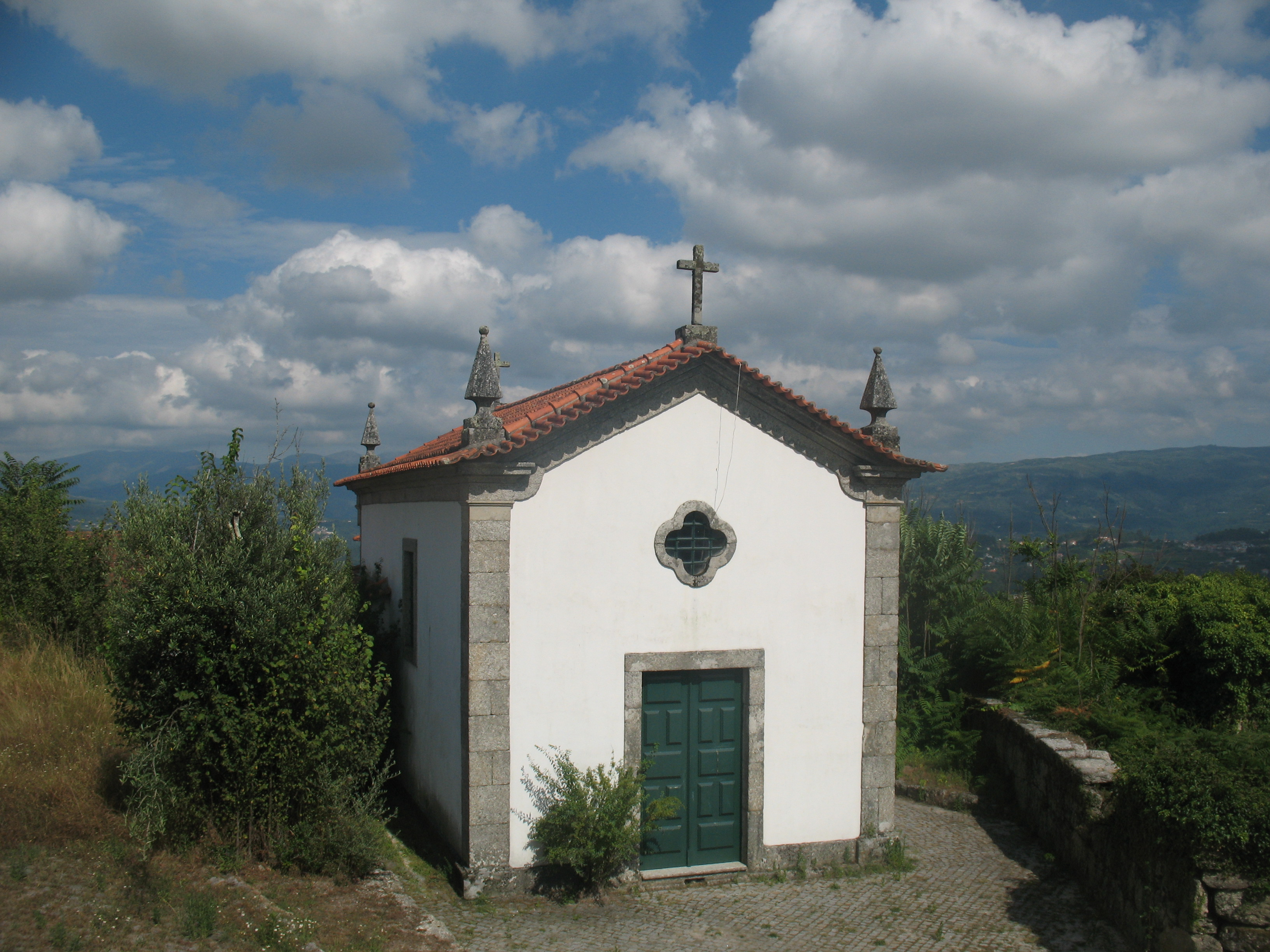
Amarante, Louredo, Igreja Antiga

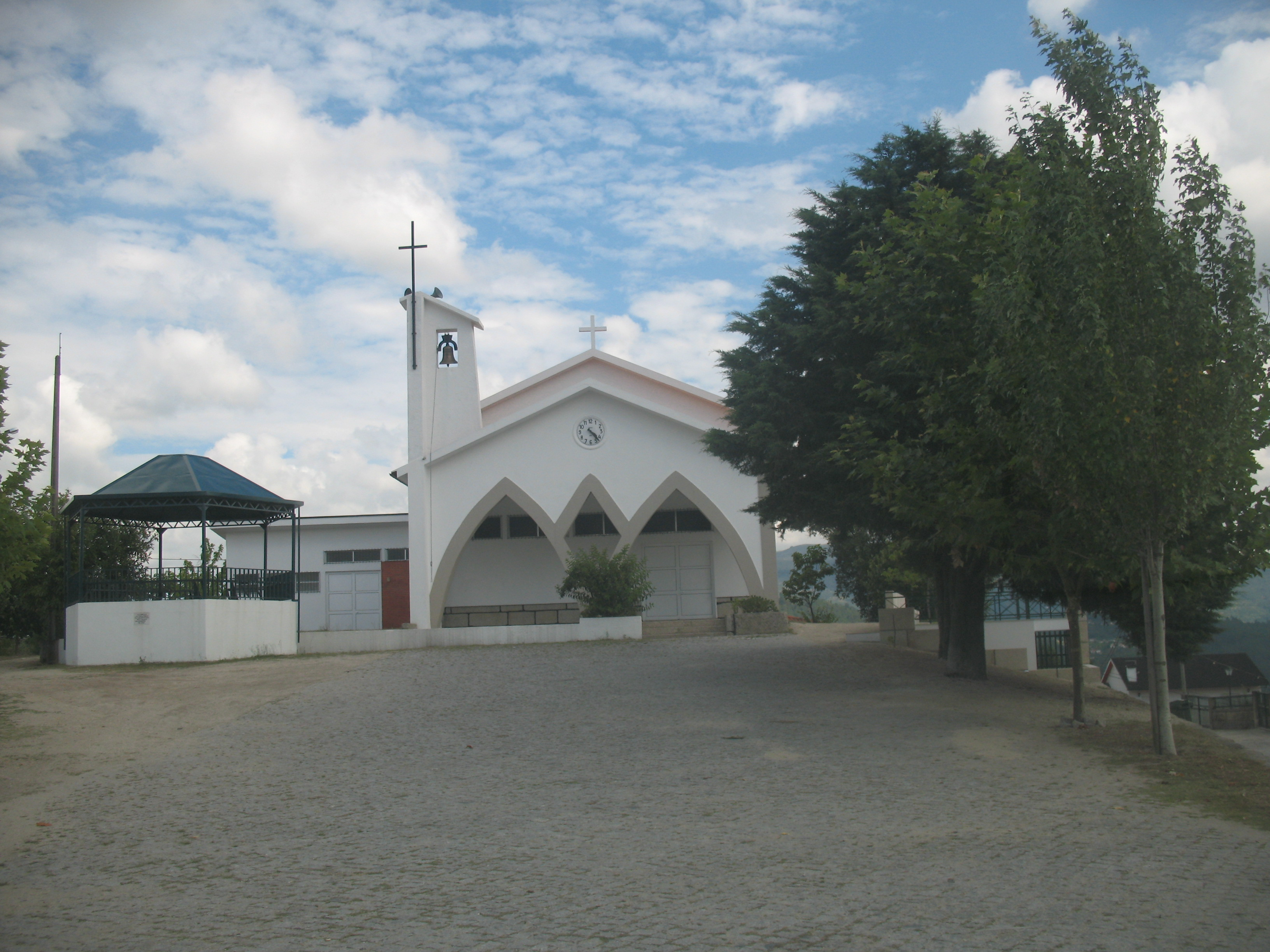
Igreja de São João de Louredo

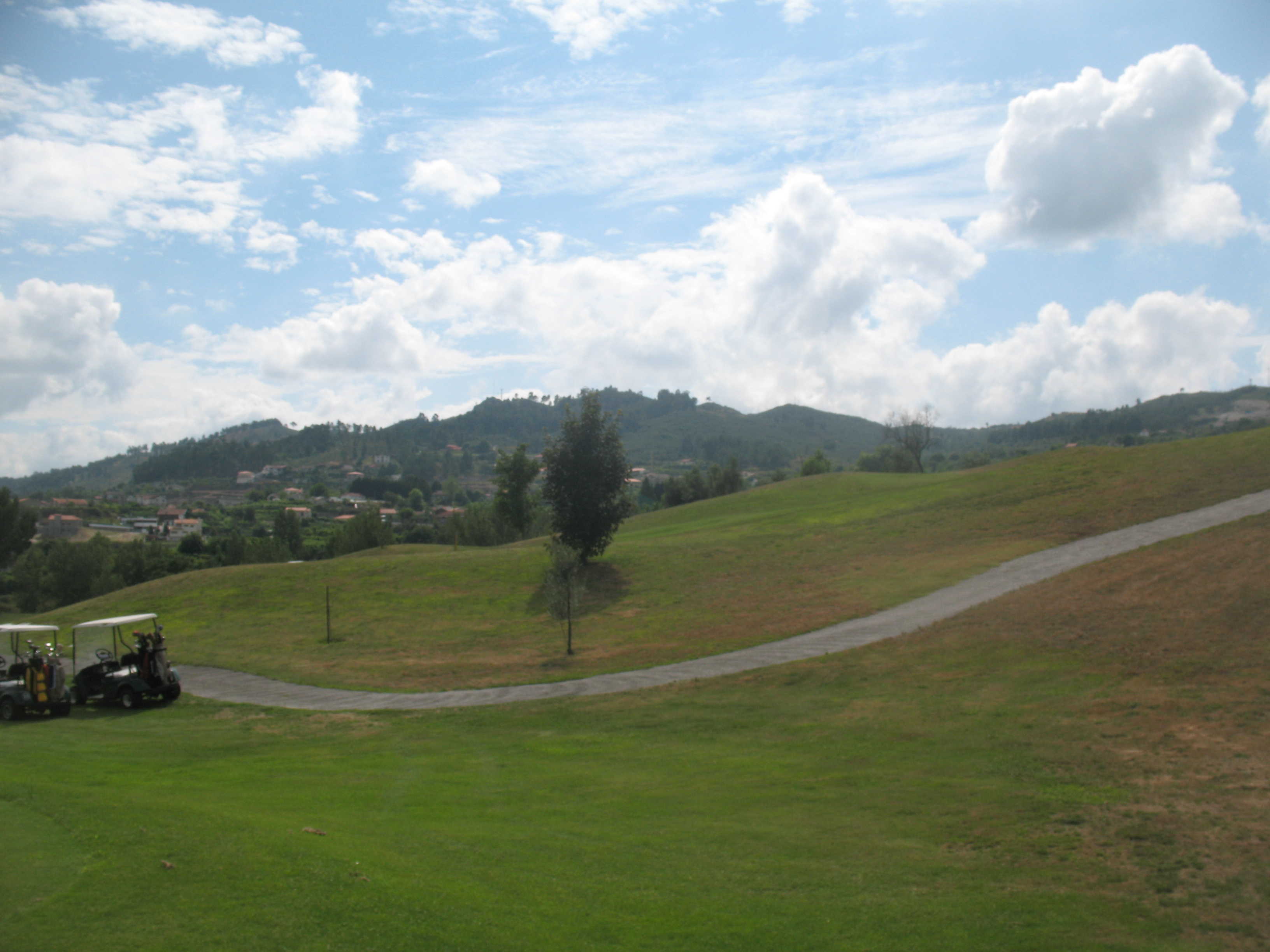
Louredo Campo de Golfe RTA

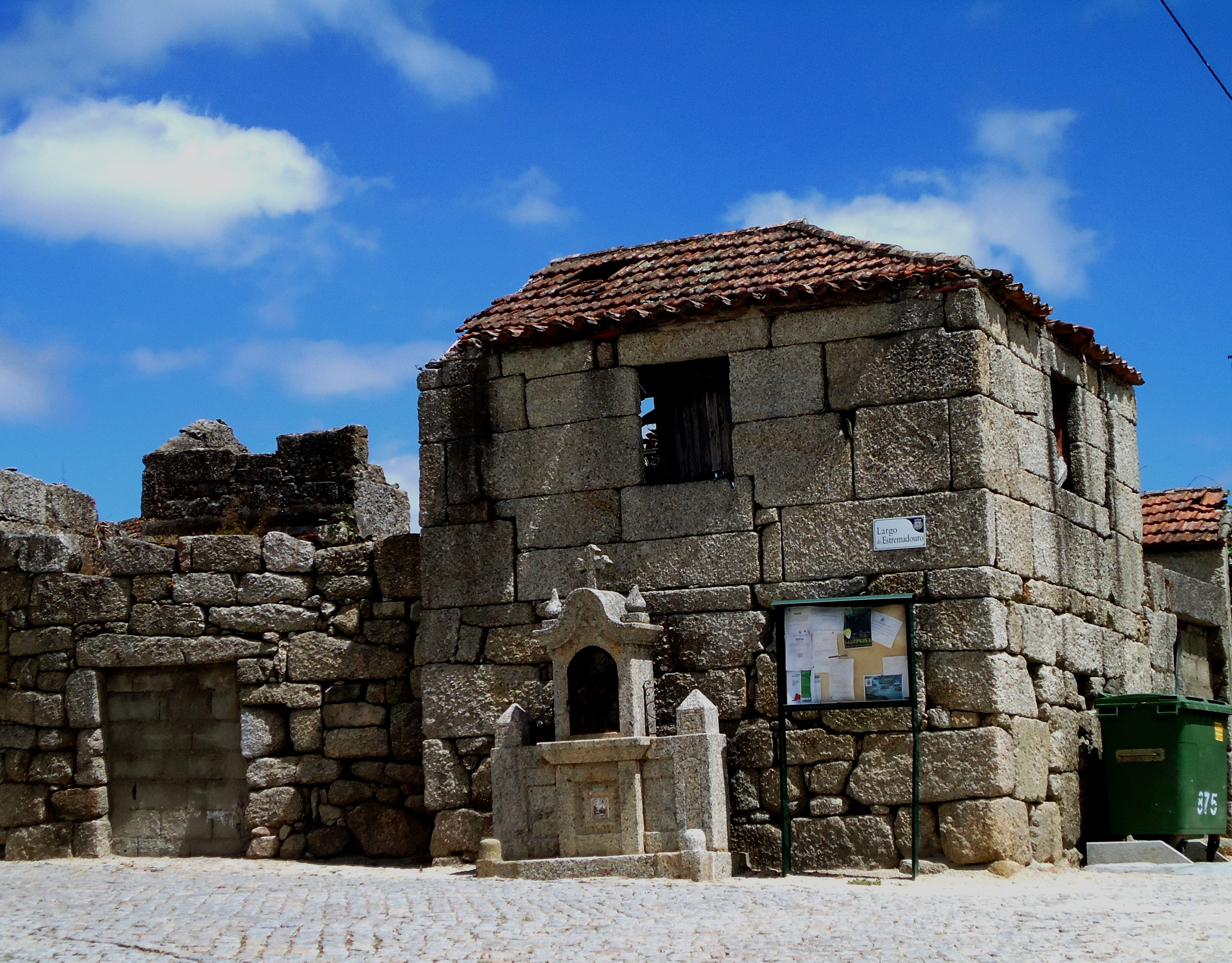
Largo do Estremadouro Centro de Louredo

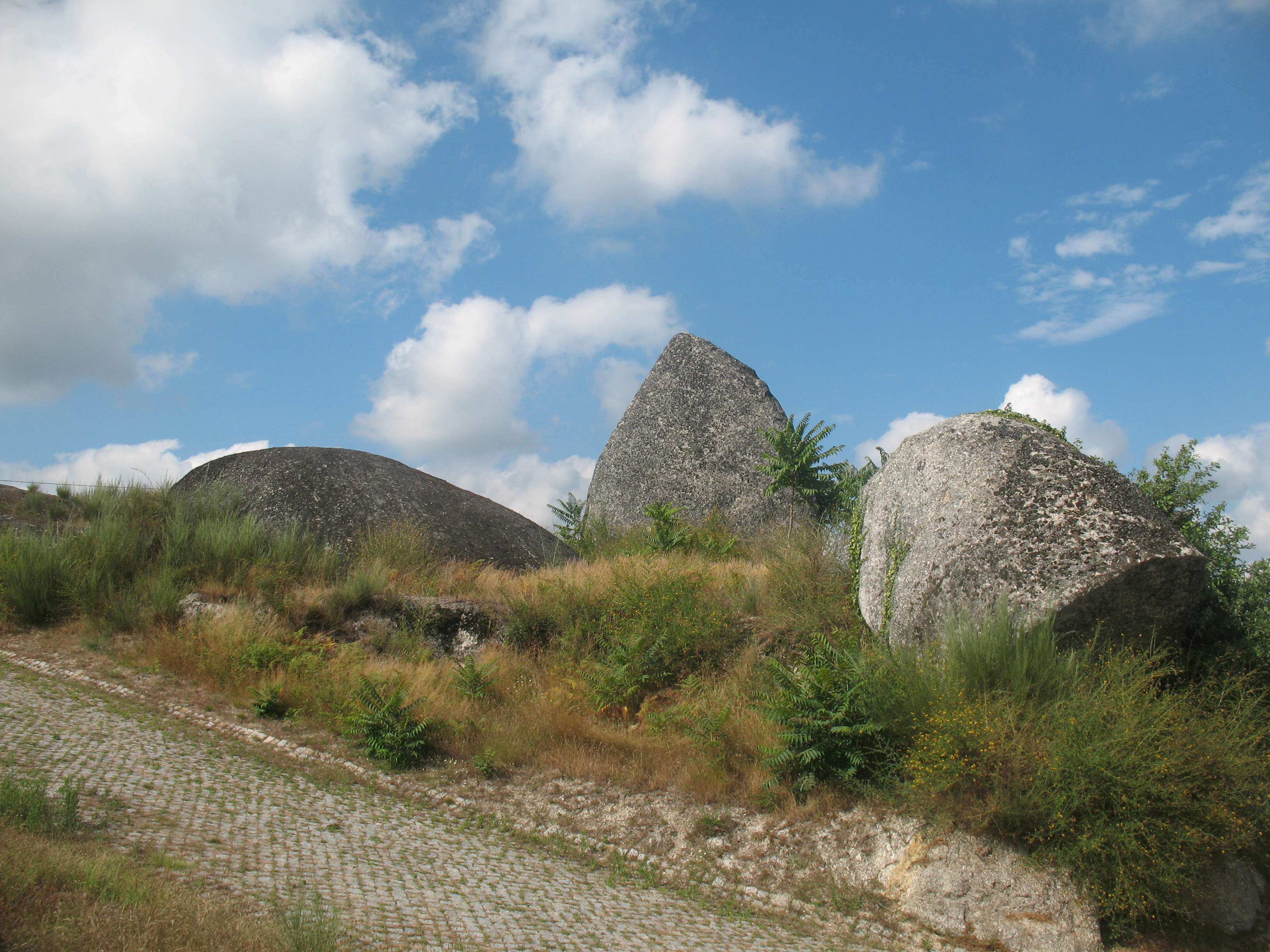
Amarante Louredo Igreja Velha

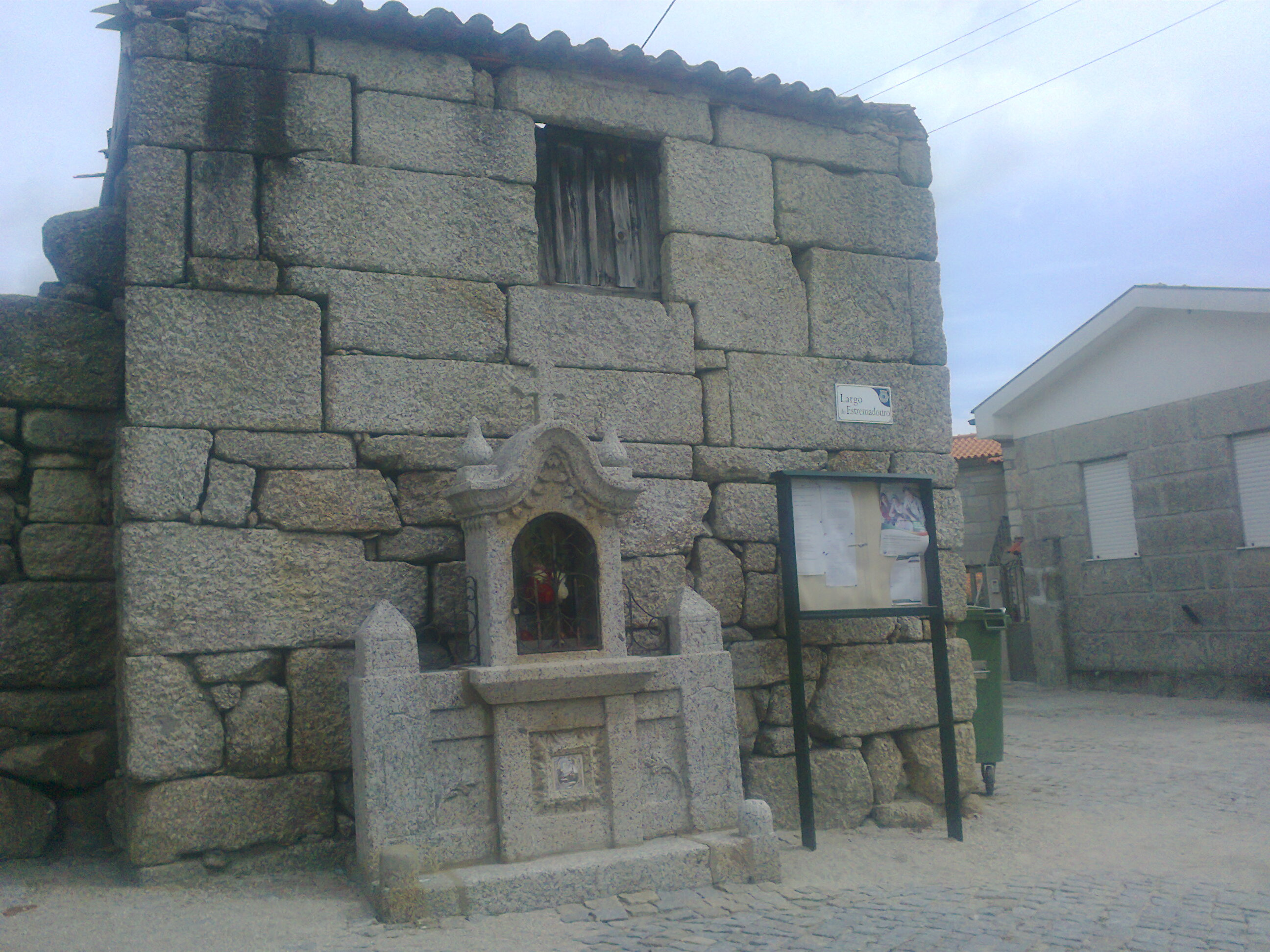
Amarante Louredo Largo do Estremadouro

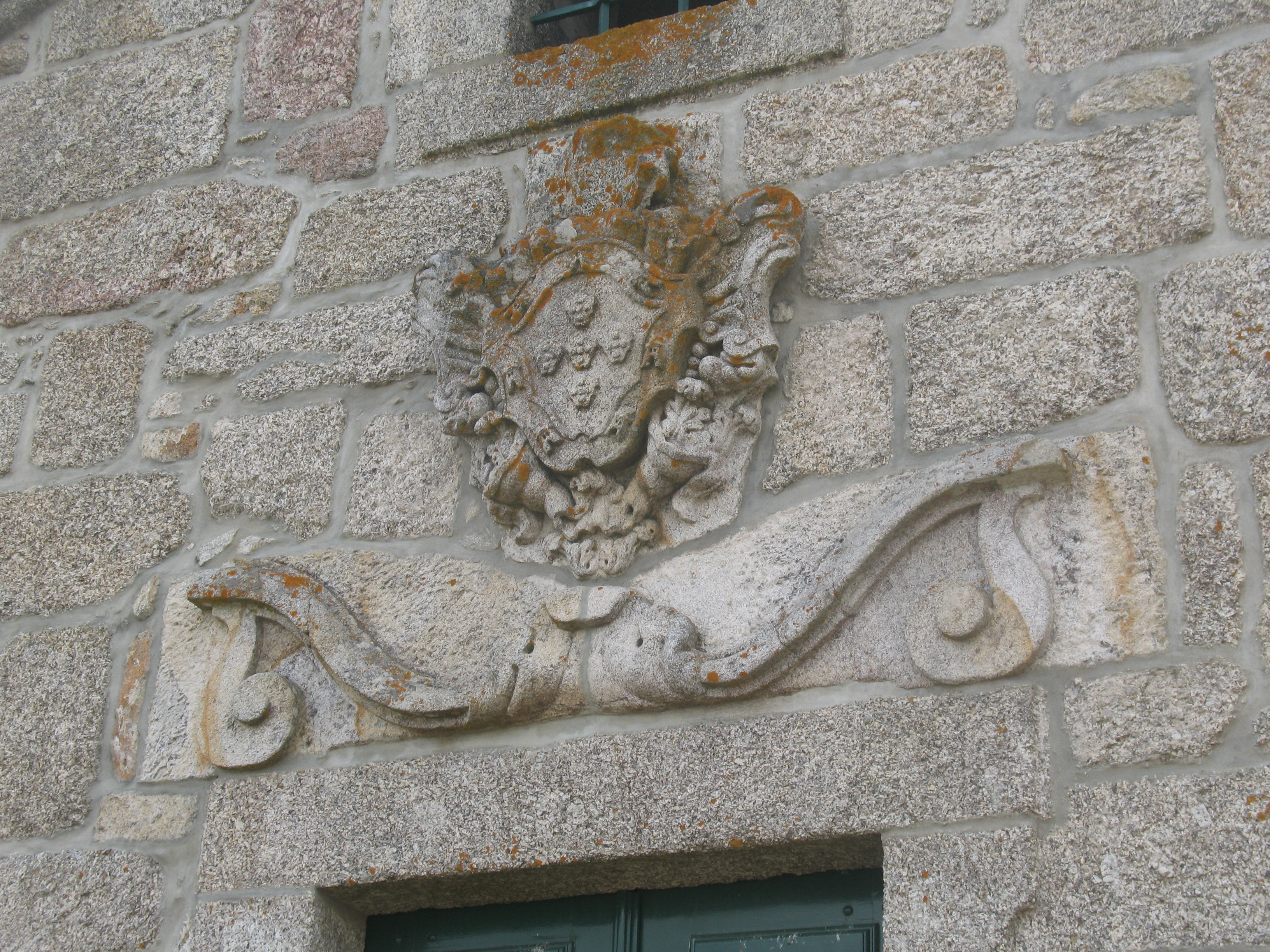
Louredo Capela de Santa Cruz